# 弓場将輝
弓場 将輝（ゆみば まさき、2002年5月13日 - ）は、鹿児島県生まれ、大分県大分市出身のプロサッカー選手。Jリーグ・清水エスパルス所属。ポジションはミッドフィールダー（MF）。

## 来歴
戸次SSSを経て、中学校年代から大分トリニータのアカデミーへ加入。大分U-18所属時の2020年、トップチームに2種登録され、同年8月12日、ルヴァンカップ・グループステージ第3節の柏レイソル戦で先発出場し、公式戦デビューした。
2021年、トップチームに昇格。プロ1年目はリーグ戦の出場機会は無かったが、カップ戦計6試合に出場し、ルヴァン杯にてプロ初ゴールも記録した。
2022年、チームの降格に伴いJ2リーグにプレーカテゴリを移した。シーズン序盤はリーグ戦の出場機会が無かったが、ルヴァン杯でのプレーでアピールを続けると、監督・下平隆宏からボール奪取力と守備の危機管理能力を評価され、J2第13節・ジェフユナイテッド千葉戦でリーグ戦初の先発出場を果たした。その後も出場機会を伸ばし最終的に公式戦32試合に出場、飛躍を果たした。
2025年、清水エスパルスへ完全移籍。

## 所属クラブ
- 戸次SSS
- 大分トリニータU-15
- 大分トリニータU-18（大分東明高等学校[1]）
  - 2019年9月 - 10月 大分トリニータ（2種登録選手）※天皇杯のみ登録[9]
  - 2020年 大分トリニータ（2種登録選手）
- 2021年 - 2024年 大分トリニータ
- 2025年 - 清水エスパルス

## 個人成績
| 国内大会個人成績 | 国内大会個人成績 | 国内大会個人成績 | 国内大会個人成績 | 国内大会個人成績 | 国内大会個人成績 | 国内大会個人成績 | 国内大会個人成績 | 国内大会個人成績 | 国内大会個人成績 | 国内大会個人成績 | 国内大会個人成績 |
| 年度             | クラブ           | 背番号           | リーグ           | リーグ戦         | リーグ戦         | リーグ杯         | リーグ杯         | オープン杯       | オープン杯       | 期間通算         | 期間通算         |
| 年度             | クラブ           | 背番号           | リーグ           | 出場             | 得点             | 出場             | 得点             | 出場             | 得点             | 出場             | 得点             |
| 日本             | 日本             | 日本             | 日本             | リーグ戦         | リーグ戦         | リーグ杯         | リーグ杯         | 天皇杯           | 天皇杯           | 期間通算         | 期間通算         |
| ---------------- | ---------------- | ---------------- | ---------------- | ---------------- | ---------------- | ---------------- | ---------------- | ---------------- | ---------------- | ---------------- | ---------------- |
| 2020             | 大分             | 43               | J1               | 0                | 0                | 1                | 0                | -                | -                | 1                | 0                |
| 2021             | 大分             | 43               | J1               | 0                | 0                | 4                | 1                | 2                | 0                | 6                | 1                |
| 2022             | 大分             | 43               | J2               | 25               | 3                | 6                | 0                | 1                | 0                | 32               | 3                |
| 2023             | 大分             | 6                | J2               | 37               | 4                | -                | -                | 1                | 0                | 38               | 4                |
| 2024             | 大分             | 6                | J2               | 32               | 1                | 1                | 0                | 2                | 0                | 35               | 1                |
| 2025             | 清水             | 17               | J1               |                  |                  |                  |                  |                  |                  |                  |                  |
| 通算             | 日本             | 日本             | J1               | 0                | 0                | 5                | 1                | 2                | 0                | 7                | 1                |
| 通算             | 日本             | 日本             | J2               | 94               | 8                | 7                | 0                | 5                | 0                | 106              | 8                |
| 総通算           | 総通算           | 総通算           | 総通算           | 94               | 8                | 12               | 1                | 5                | 0                | 111              | 9                |

- 2019年 - 2020年は2種登録選手（2019年の公式戦出場は無し）

その他公式戦
- 2022年
  - J1参入プレーオフ - 1試合0得点

出場歴
- 公式戦初出場 - 2020年8月12日 JリーグYBCルヴァンカップ・グループステージ第3節 柏レイソル戦（三協フロンテア柏スタジアム）
- 公式戦初得点 - 2021年5月19日 JリーグYBCルヴァンカップ・グループステージ第6節 FC東京戦（味の素スタジアム）
- リーグ戦初出場 - 2022年4月27日 J2第12節 栃木SC戦（昭和電工ドーム大分）
- リーグ戦初得点 - 2022年8月20日 J2第32節 いわてグルージャ盛岡戦（昭和電工ドーム大分）